# Паскал Олмета
Паскал Олмета (фр. Pascal Olmeta; Бастија, 7. април 1961) бивши је француски фудбалер, играо је на позицији голмана.

## Каријера
Током каријере играо је за познате француске клубове као што су Олимпик Марсељ, Олимпик Лион и многе друге клубове. Бранио је у финалу Купа шампиона 1991. против београдске Црвене звезде, када је Марсељ поражен након извођења једанаестераца.